# Ubasalu
Ubasalu – wieś w Estonii, w prowincji Lääne, w gminie Kullamaa. W 2006 roku wieś zamieszkiwało 38 osób.